# A Joyful Noise
A Joyful Noise es el quinto álbum de estudio de la banda estadounidense Gossip. Fue lanzado el 11 de mayo de 2012 por Columbia Records, convirtiéndose en el segundo álbum lanzado por dicho sello. Cuenta con la producción de Brian Higgins, miembro fundador de la agrupación de productores Xenomania, que sustituyó al inicialmente previsto, Mark Ronson, con el que el grupo no llegó a entenderse.

## Recepción de la crítica
Existen opiniones encontradas referidas a la crítica del álbum. Algunos afirman que su sonido fue graduando desde la aspereza de las guitarras en sus inicios hasta los sintetizadores que acompañan ahora todas las canciones en la actualidad de la banda. El álbum carece prácticamente de las guitarras afiladas que eran una particularidad de la banda en anteriores trabajos, excepto en canciones como Melody Emergency y Horns.

Según The Guardian: "el productor Higgins, rescató un sonido influenciado por Abba y Madonna en la banda". Especialmente Beth asegura que el grupo sueco ABBA ha sido decisivo para el desarrollo estilístico del nuevo álbum de Gossip. Descubrir al grupo sueco se lo debe sobre todo al productor Brian Higgins.

## Desempeño comercial
El álbum debutó en la posición # 100 en el Billboard 200, vendiendo 5.000 copias en la primera semana. En Europa, el álbum debutó en el número 47 en el UK Albums Chart arrojando un total de ventas de 2.822 copies en la primera semana, mientras alcanzó la primera posición en Suiza, segundo en Alemania, tercero en Francia, cuarto lugar en Austria y octava ubicación en Bélgica. En Alemania fue certificado con el disco de oro por la Bundesverband Musikindustrie.

## Lista de canciones
| Edición estándar |                               |                                                              |          |  |
| N.º              | Título                        | Escritor(es)                                                 | Duración |  |
| 1.               | «Melody Emergency»            | Beth Ditto, Hannah Blilie, Nathan Howdeshell                 | 3:51     |  |
| 2.               | «Perfect World»               | Luke Fitton, The Gossip, Brian Higgins, Toby Scott           | 4:27     |  |
| 3.               | «Get a Job»                   | Ditto, Blilie, Howdeshell                                    | 4:59     |  |
| 4.               | «Move in the Right Direction» | Ditto, Higgins, Kieran Jones, Jason Resch, Scott, Fred Falke | 3:31     |  |
| 5.               | «Casualties of War»           | Ditto, Blilie, Howdeshell                                    | 4:15     |  |
| 6.               | «Into the Wild»               | Ditto, Blilie, Howdeshell                                    | 3:13     |  |
| 7.               | «Get Lost»                    | Ditto, Blilie, Howdeshell                                    | 4:06     |  |
| 8.               | «Involved»                    | Ditto, Blilie, Howdeshell                                    | 4:15     |  |
| 9.               | «Horns»                       | Ditto, Blilie, Howdeshell                                    | 3:45     |  |
| 10.              | «I Won't Play»                | Ditto, Blilie, Howdeshell                                    | 3:19     |  |
| 11.              | «Love in a Foreign Place»     | Ditto, Blilie, Howdeshell                                    | 4:22     |  |

| Edición digital europea con Bonus Tracks |                                                |          |  |
| N.º                                      | Título                                         | Duración |  |
| 12.                                      | «Perfect World» (Rory Phillips Mix)            | 5:04     |  |
| 13.                                      | «Move in the Right Direction» (Classixx Remix) | 4:38     |  |
| 14.                                      | «Perfect World» (video)                        | 3:49     |  |

| Edición extendida en Alemania (Disco Bonus) |                                                           |          |  |
| N.º                                         | Título                                                    | Duración |  |
| 1.                                          | «Love Long Distance» (1LIVE in Dortmund)                  | 4:21     |  |
| 2.                                          | «Listen Up!» (1LIVE in Dortmund)                          | 5:10     |  |
| 3.                                          | «Melody Emergency» (1LIVE in Dortmund)                    | 3:59     |  |
| 4.                                          | «Men in Love» (1LIVE in Dortmund)                         | 3:37     |  |
| 5.                                          | «Get a Job» (1LIVE in Dortmund)                           | 4:52     |  |
| 6.                                          | «Perfect World» (RAC Mix)                                 | 4:13     |  |
| 7.                                          | «Perfect World» (Seamus Haji Remix Radio Edit)            | 3:04     |  |
| 8.                                          | «Perfect World» (Playgroup Nude Mix)                      | 8:06     |  |
| 9.                                          | «Move in the Right Direction» (CSS Remix)                 | 4:02     |  |
| 10.                                         | «Move in the Right Direction» (Seamus Haji Radio Edit)    | 3:53     |  |
| 11.                                         | «Move in the Right Direction» (Gossip vs Kaz James Remix) | 6:34     |  |
| 12.                                         | «Get a Job» (Peter Rauhofer Remix)                        | 8:47     |  |
| 13.                                         | «Get a Job» (Scissor Sisters Remix)                       | 6:14     |  |
| 14.                                         | «Get a Job» (Wankelmut Remix)                             | 7:21     |  |

## Posicionamiento en listas y certificaciones
| País              | Listas (2012)         | Mejor posición |
| ----------------- | --------------------- | -------------- |
| Alemania          | Media Control Charts  | 2              |
| Australia         | ARIA Charts           | 35             |
| Austria           | Austrian Albums Chart | 4              |
| Bélgica (Flandes) | Ultratop 40           | 8              |
| Bélgica (Valonia) | Ultratop 50           | 14             |
| Canadá            | Canadian Albums Chart | 87             |
| Dinamarca         | Danish Albums Chart   | 37             |
| España            | Promusicae            | 38             |
| Estados Unidos    | Billboard 200         | 100            |
| Estados Unidos    | Rock Albums           | 35             |
| Estados Unidos    | Alternative Albums    | 20             |
| Finlandia         | Finnish Albums Chart  | 44             |
| Francia           | SNEP                  | 3              |
| Grecia            | Greek Albums Chart    | 39             |
| Irlanda           | IRMA                  | 66             |
| Italia            | FIMI                  | 48             |
| Países Bajos      | MegaCharts            | 35             |
| Polonia           | Polish Music Charts   | 34             |
| Reino Unido       | UK Albums Chart       | 47             |
| Suiza             | Schweizer Hitparade   | 1              |

| País     | Lista (2012)          | Posición |
| -------- | --------------------- | -------- |
| Alemania | Media Control Chart   | 36       |
| Austria  | Austrian Albums Chart | 53       |
| Bélgica  | Ultratop 40 (Flandes) | 59       |
| Bélgica  | Ultratop 50 (Valonia) | 92       |
| Suiza    | Schweizer Hitparade   | 42       |

| País     | Organismo certificador | Certificación | Ventas  |
| -------- | ---------------------- | ------------- | ------- |
| Alemania | BVMI                   | Disco de Oro  | 100.000 |